# ولاية تلاكسكالا
تلاكسكالا (بالإسبانية: Tlaxcala)‏، من لغة الناواتل تلاشكالان Tlaxcallān، واسمها رسميا ولاية تلاكسكالا الحرة وذات السيادة (بالإسبانية: Estado Libre y Soberano de Tlaxcala)‏، هي إحدى ولايات المكسيك الواحدة والثلاثين. وهي مقسمة إلى 60 بلدية وعاصمتها هي مدينة تلاكسكالا.
تقع الولاية في شرق وسط المكسيك، في منطقة الهضاب المرتفعة، مع تهيمن سلسلة جبال سييرا مادري الشرقية عبر الجزء الشرقي. وتحدها ولايات بويبلا إلى الشمال والشرق والجنوب، ولاية مكسيكو غربا وهيدالغو إلى الشمال الغربي. وهي أصغر ولايات الجمهورية، وتمثل ما نسبته 0.2٪ فقط من أراضي البلاد.
سميت الولاية على عاصمتها تلاكسكالا، وكان الاسم أيضا هو اسم مدينة وحضارة من عهد ما قبل كولومبوس. تحالف أهل تلاكسكالا مع الأسبان لهزيمة الأزتك، وفي المقابل منحهم الأسبان الاستقلال الذاتي طوال 300 سنة من الفترة الاستعمارية. بعد استقلال المكسيك، أعلن عن تلاكسكالا إقليم اتحاديا حتى 1857 عندما اعترف بها كولاية في الاتحاد.
ويستند معظم اقتصاد الولاية على الزراعة والصناعات الخفيفة والسياحة. وتجذرت السياحة في تاريخ تلاكسكالا الطويل بمناطق الجذب الرئيسية كالمواقع الأثرية مثل كاكاشتلا والمنشآت الاستعمارية في مدينة تلاكسكالا وحولها.

## أعلام
- جايمي أغيلار ألفاريز
- أليخاندرو مارتينيز هرنانديز
- مانويل إسترادا كابريرا
- خوسيه أليخاندرو أغيلار لوبيز
- خوليو ألبرتو بيريز